# Приходите завтра…
«Приходи́те за́втра…» — советский художественный чёрно-белый фильм, поставленный в 1963 году режиссёром Евгением Ташковым. Сценарий написан режиссёром совместно с женой, Екатериной Савиновой, и отражает некоторые факты биографии актрисы.
Премьера состоялась 17 июня 1963 года. На Всесоюзном кинофестивале 1964 года в Ленинграде фильм удостоен Первой и Второй премии за лучшую мужскую роль (А. Д. Папанов поделил её с Н. К. Черкасовым в фильме «Всё остаётся людям»), Первой и Второй премии за женскую роль (Е. Ф. Савинова поделила её с А. Умурзаковой в фильме «Сказ о матери», В. Артмане в фильме «Родная кровь» и В. А. Донской-Присяжнюк в фильме «Наймичка»).

## Сюжет
Девушка Фрося Бурлакова (Екатерина Савинова) приезжает в Москву из глухой сибирской деревни Ельцовки, чтобы стать певицей. Она останавливается у скульптора Николая Васильевича (Анатолий Папанов), который учился в школе в Запорожье, где работал их общий знакомый — школьный завхоз, затем переехавший в Сибирь. Совершенно не знакомая с жизнью больших городов, Фрося своей провинциальностью и непосредственностью забавляет самого Николая Васильевича, его подругу Наташу и домработницу. Однако абсолютная искренность и душевная чистота Фроси наводят скульптора на мысль, что сам-то он давно увяз во лжи, суете и коммерческой работе, разменял на мелочи свой художественный талант и сбился с творческого пути.
Фрося хочет поступить в музыкальный институт (подразумевается Государственный музыкально-педагогический институт имени Гнесиных), но выясняет, что вступительные экзамены уже окончены. Проведя в институте несколько дней, Фрося постоянно сталкивается со знаменитым и уважаемым профессором Соколовым, который, несколько раз отложив встречу на завтра (сказанная им фраза стала названием фильма), наконец соглашается её прослушать. Во время прослушивания профессор обнаруживает, что малообразованная сибирская девушка обладает ярким и незаурядным певческим талантом, имеет фантастически сильный голос, наделена также врождённой интеллигентностью и чувством красоты. Он пытается уговорить руководство, чтобы Фросю в порядке исключения приняли в институт.
Всё это время Николай Васильевич тщетно пытается отыскать себя в творчестве. Чем дальше он заходит, тем твёрже убеждается в том, что вся его прежняя работа — лишь подделка под искусство, а идеи — мертвы и бессодержательны. Постоянное общение с Фросей, а также критика друзей и коллег только подтверждают эти мысли. В одну из бессонных ночей, поняв, что наступил творческий кризис, скульптор в отчаянии разрушает все творения у себя в мастерской, оставив лишь одну — работу третьего курса, которая, по его словам, «действительно была сделана для людей».
На следующее утро Фрося покидает квартиру Николая Васильевича. Стараниями профессора Соколова она всё-таки поступила в институт и получила место в общежитии. По дороге туда она знакомится со студентом Костей, который вскоре становится её другом. Однако отношения между молодыми людьми не ладятся, поскольку Костя совершенно не разделяет и не понимает Фросиного увлечения музыкой. Да и сама девушка, общаясь с ним, не пытается вникнуть в его интересы, а продолжает думать о своих занятиях.
Проходит полгода. На одном из уроков Бурлакова срывает голос, и на некоторое время ей приходится прервать обучение. В трамвае она случайно встречает Николая Васильевича. Оба очень рады друг другу, и в разговоре Фрося выясняет, что скульптор очень изменился за это время, многое переосмыслил в жизни и, кажется, нашёл свою творческую стезю.
Вылечившись, Бурлакова возвращается в институт. В этот же день Костя уезжает из Москвы, и девушке не удаётся даже попрощаться с ним. Оставшись одна, будущая певица всецело посвящает себя учёбе, поскольку для неё «время лёгких успехов прошло», а впереди предстоит долгая упорная работа.

## В ролях
- Екатерина Савинова — Фрося Бурлакова
- Анатолий Папанов — Николай Васильевич, скульптор (озвучивает Евгений Ташков[источник не указан 922 дня])
- Надежда Животова — Мария Семёновна, домработница (озвучивает Екатерина Савинова[источник не указан 922 дня])
- Антонина Максимова — Наташа, подруга Николая Васильевича
- Борис Бибиков — Александр Александрович Соколов, профессор
- Юрий Горобец — Костя, студент (озвучивает Юрий Саранцев[источник не указан 922 дня])
- Александр Ширвиндт — Вадим, студент-насмешник («Станиславский»)
- Юрий Белов — Володя, студент-насмешник («Немирович-Данченко»)
- Борис Коковкин — Денис Иванович, директор института
- Зинаида Дьяконова — Вероника Васильевна, концертмейстер
- Александра Денисова — гардеробщица
- Евгений Ташков — прохожий в солнечных очках (нет в титрах)
- Михаил Кононов — пассажир автобуса (нет в титрах)
- Анна Заржицкая — пассажирка поезда (нет в титрах)

Все вокальные партии в фильме Екатерина Савинова исполнила сама.

## Съёмочная группа
- Автор сценария — Евгений Ташков
- Режиссёр-постановщик — Евгений Ташков
- Оператор-постановщик — Радомир Василевский
- Художник-постановщик — Олег Передерий
- Композитор — Андрей Эшпай
- Исполнение песен — Екатерина Савинова
- Директор — Серафима Бениова
- Оркестр Одесской государственной филармонии, дирижёр Давид Сипитинер

## Колоризация
В 2011 году фильм был отреставрирован и колоризован. Премьера состоялась 3 декабря 2011 года по «Первому каналу».